# Onthophagus thomsoni
Onthophagus thomsoni es una especie de insecto del género Onthophagus, familia Scarabaeidae, orden Coleoptera.
Fue descrita científicamente por Bates en 1888.